# Tektit

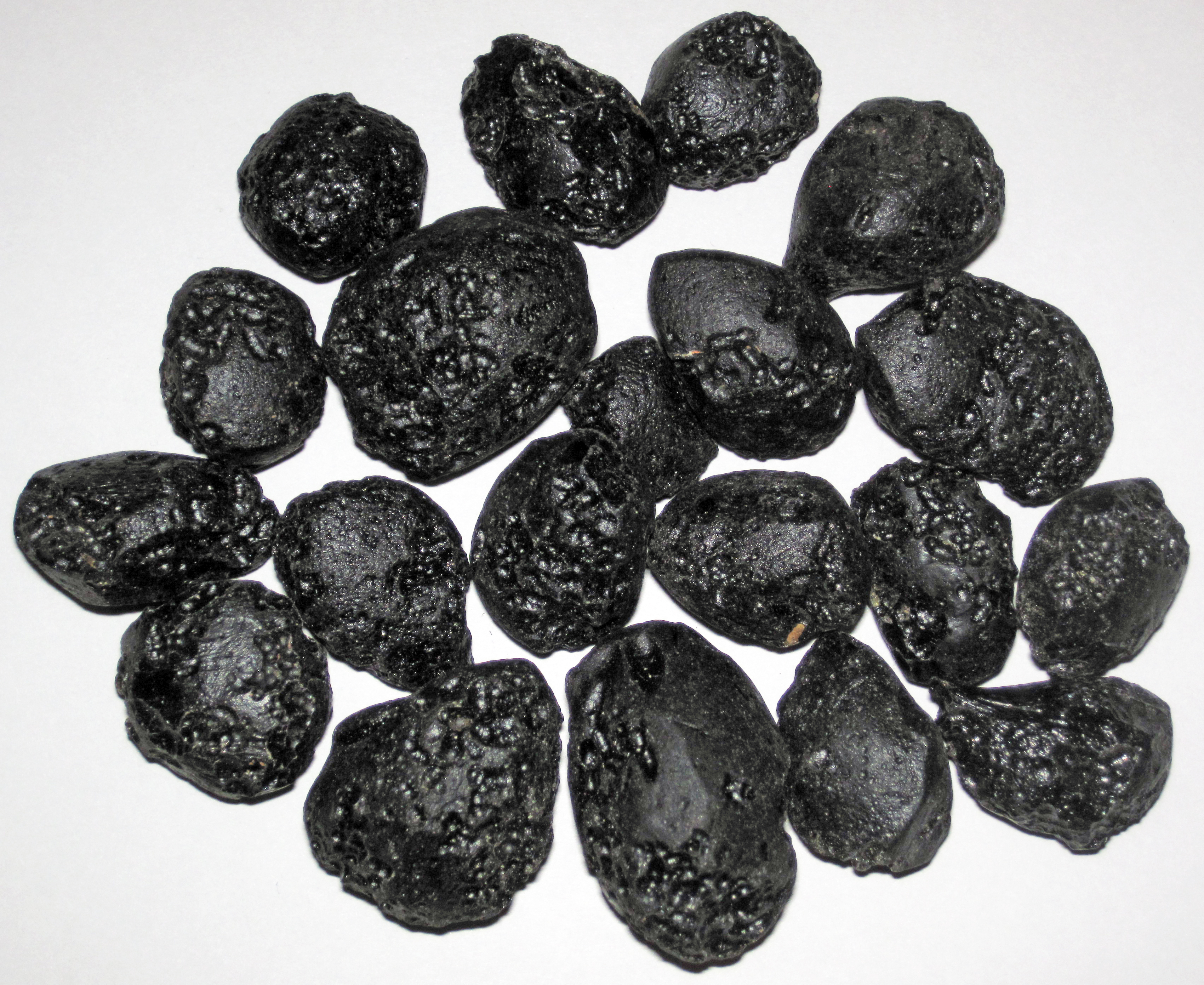
Kb. éves indokínai tektitek

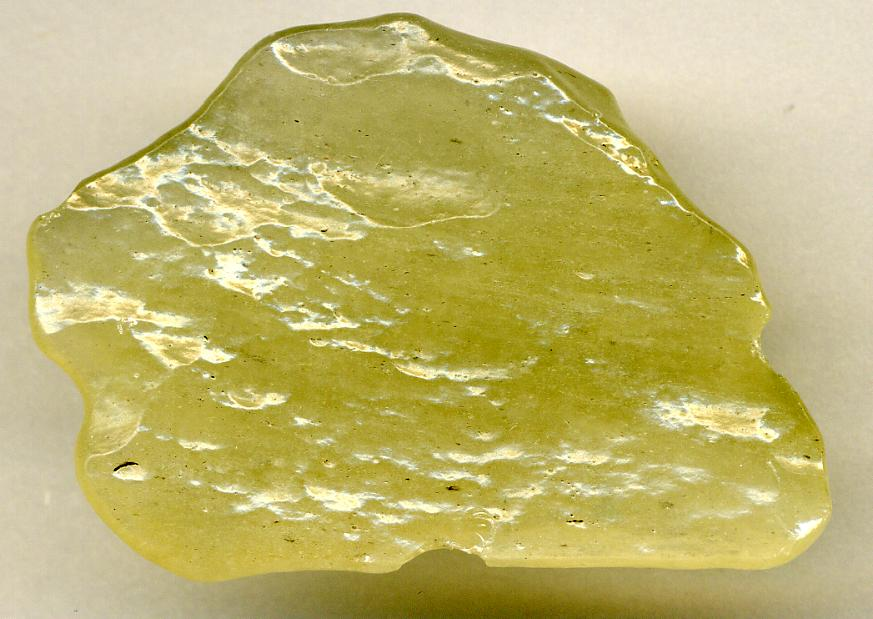
Oligocén időszaki (28,5 millió éves) sivatagi tektitek Líbiából

A tektit olyan, átolvadt és kilökődött kőzetanyag, amely meteorit becsapódásából keletkezik és szóródik szét — eképpen tektitek a teljes földtörténetben és minden szárazföldön keletkeztek.
Neve az „olvadt” jelentésű görög tektosz szóból származik.

## Keletkezése
A meteor becsapódásénak energiája megolvaszthatja az eltalált kőzeteket. Az olvadék szétrepül, és közben többnyire csepp alakot vesz fel. Nagy területen szóródhat szét. Olyan gyorsan hűl ki, hogy nincs ideje kristályosodni. Nagy többségük a milliméteresnél jóval kisebb. A pálcika vagy lepény alakú tektitek nem gyakoriak, a legismertebbeket Csehországban, Líbiában és a Távol-keleten találták.

## Anyaga
Részben kozmikus, részben földi eredetű anyaga egyfajta kőzetüveg, tehát kristályszerkezete amorf és ezért kagylósan törik. Keménysége többnyire 5,5–6,5. Kémiai összetétele a becsapódómeteorit típusától és a befogadó kőzet fajtájától függően rendkívül változatos; szilícium-dioxid-tartalma rendszerint 68–82 %. %. Felülete lyukacsos, barázdált. A látható fény tartományában sötét, (barnás-, illetve zöldesfekete), átlátszatlan vagy áttetsző.

## Felhasználása
Ritkasága és egyedisége miatt többnyire ásványgyűjtők vásárolják fel. Az ásványboltokban kapható példányok többnyire laposak, 2,5–3 cm átméretűek és változatos formájúak. Gyakran kopottasak, mert zömmel hordalékból gyűjtik őket. Belsejük, felépítésük a csorbákban tanulmányozható.
Az ezotériára hajlamosak „gyógyító kőnek” tekintik, és különféle testi-leki bajaik enyhítésére vásárolják.

## Lelőhelyei
Fő lelőhelyei:
- Dél-Kína,
- Vietnám,
- Laosz,
- Kambodzsa,[1]
- Fülöp-szigetek,
- Polinézia.[2]

## Fajtái
Önálló nevet kiérdemelt változata az áttetsző, erdőzöld csehországi moldavit.
Különlegesek a halványsárga, áttetsző líbiai sivatagi tektitek.